# Oggetti non stellari nella costellazione dell'Altare
Principali oggetti non stellari presenti nella costellazione dell'Altare.

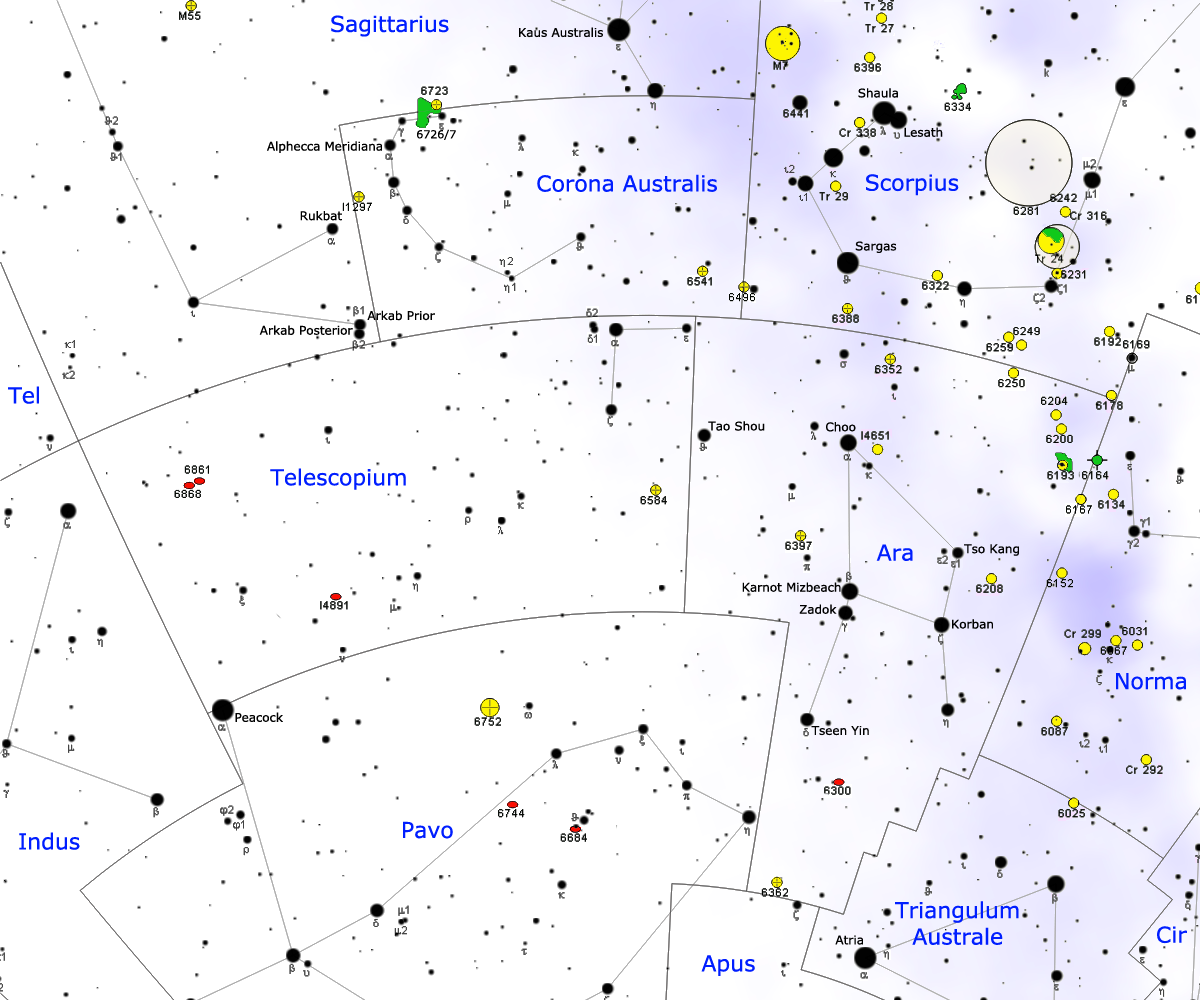
Mappa della costellazione dell'Altare.

## Ammassi aperti
- Hogg 22
- IC 4651
- NGC 6193
- NGC 6200
- NGC 6204
- NGC 6208
- Westerlund 1

## Ammassi globulari
- NGC 6352
- NGC 6362
- NGC 6397

## Nebulose planetarie
- Nebulosa Razza

## Nebulose diffuse
- NGC 6188

## Galassie
- ESO 179-13 (Kathryn's Wheel)
- NGC 6300